# Джон Магуфулі
Джон Помбо Магуфулі (англ. John Pombe Magufuli; 29 жовтня 1959 — 17 березня 2021) — п'ятий президент Танзанії, перебував на посаді з 5 листопада 2015 до смерті 17 березня 2021 року.

## Коротка біографія
Закінчив Університет Дар-ес-Салама в 1988 році зі ступенем бакалавра в галузі хімії й математики, в ньому ж отримав ступінь магістра і захистив докторську дисертацію в галузі хімії.
Депутат парламенту трьох скликань (2000—2005, 2005—2010, 2010—2015). З 1995 по 2000 роки працював представником міністра громадських робіт (англ. Deputy Minister of Works). З 2000 по 2015 роки працював в кабінеті міністрів Танзанії на різних високих державних посадах: міністром громадських робіт (англ. Minister of Works) з 2000 по 2006, міністром земель і населених пунктів (англ. Minister of Lands and Human Settlement) з 2006 по 2008 рр., міністром тваринництва й рибного господарства (англ. Minister of Livestock and Fisheries) в період з 2008 по 2010, а з 2010 по 2015 знову — міністром громадських робіт.
Кандидат від правлячої партії. Хоча йому довелося зіткнутися з серйозним викликом в особі опозиційного кандидата Едварда Ловасса, на виборах, які відбулися 25 жовтня 2015 року, Магуфулі був оголошений переможцем президентських перегонів: він отримав 58 % голосів. Приведений до присяги 5 листопада 2015 року. У 2020 Магуфулі переобрали на другий термін.
Джон Магулуфі скептично ставився до коронавірусної хвороби, вакцинації від неї та до носіння масок. За його президентства карантин в Танзанії так і не був запроваджений, а статистичні дані про кількість хворих на коронавірусну хворобу не публікувались. Він пропонував лікуватися від коронавірусу молитвами.
На початку березня 2021 року Джон Магуфулі перестав з'являтися на публіці. За заявами опозиції він був госпіталізований у сусідній Кенії з діагнозом COVID-19, але офіційно підтверджено це не було. Поліція заарештувала щонайменше чотири особи за розповсюдження чуток про його хворобу. Увечері 17 березня віцепрезидент Танзанії Самія Сулуху повідомила про смерть президента. За версією віцепрезидента, він помер в Дар-ес-Саламі від хвороби серця, з якою він боровся понад десять років.